# Северин
Вижте пояснителната страница за други личности с името Северин.
Северин е папа за няколко седмици през 640 г.
Римски благородник, Северин е избран на третия ден след смъртта на своя предшественик папа Хонорий I и през октомври 638 г. в Константинопол са изпратени пратеници, за да получат потвърждение за избора. Но вместо това император Ираклий му нарежда да подпише Ектезис, монотелитска изповед на вярата. Когато Северин отказва, той е отстранен от папския престол за почти две години, като през това време Мавриций и екзархът Исак разграбват Латеранския дворец. Най-накрая той е интронизиран на 28 май 640 г., но умира малко по-късно на 2 август.
1: до 12 октомври 638

2: от 24 декември 640